# Hällefors (đô thị)
Đô thị Hällefors (Hällefors kommun) là một đô thị ở hạt Örebro ở miền trung Thụy Điển. Thủ phủ nằm ở thị xã của Hällefors.
Năm 1967, Hällefors cũ được hợp nhất với Grythyttan và giáo khu Hjulsjö, một giáo khu trong giai đoạn 1965-1966 tạm thời thuộc đô thị Nora.
Đô thị này có hơn 400 hồ nước.

## Các đơn vị dân cư trực thuộc
- Hammarn
- Hällefors (thủ phủ)
- Grythyttan

## Thành phố kết nghĩa
1. (1978) Pohja (Pojo), Phần Lan
2. (1992) Lüchow, Đức
3. (2001) Orkdal, Na Uy
4. (2003) Jelgava, Latvia